# Petra Urban (Schriftstellerin)

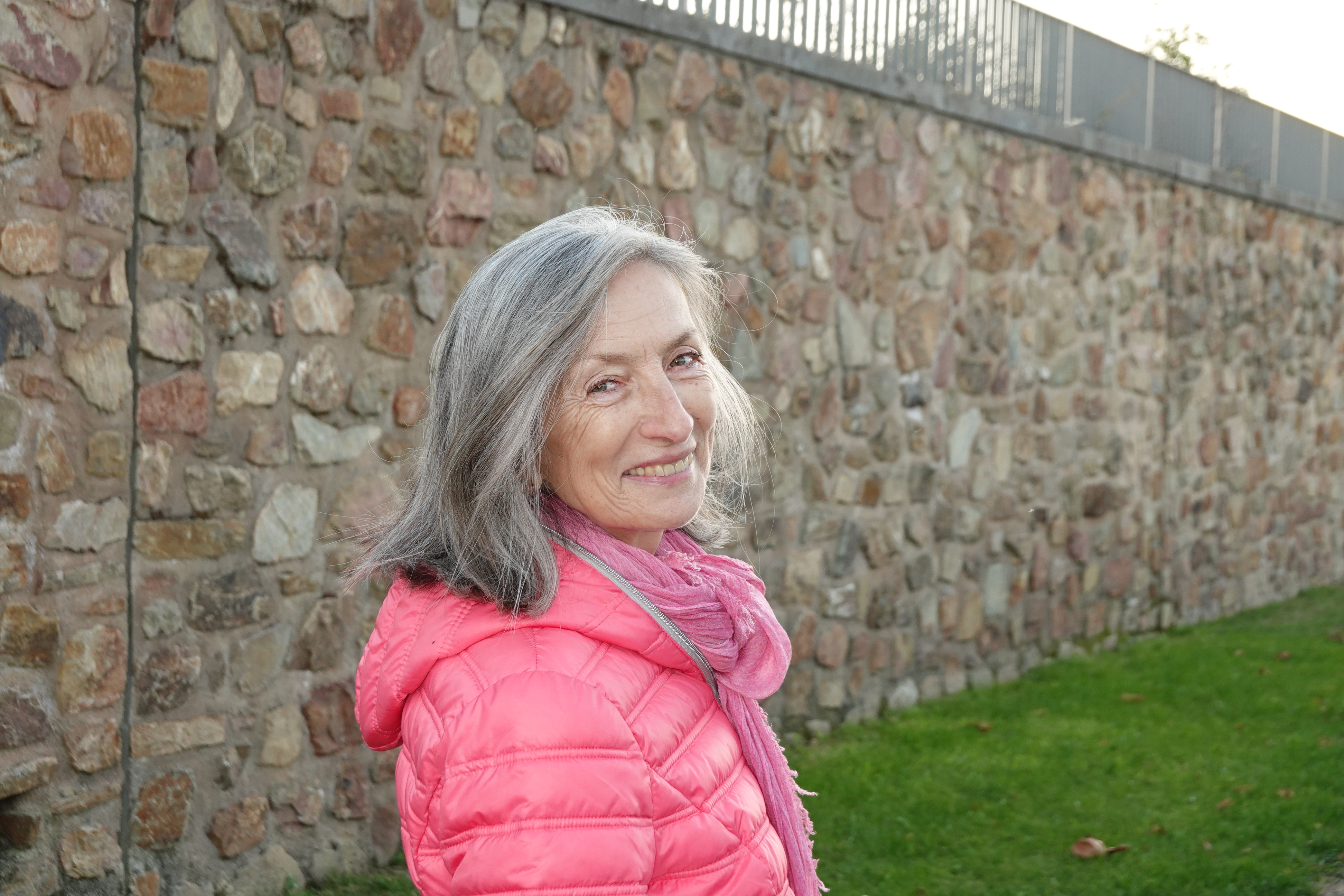
Petra Urban (2018)

Petra Urban (* 7. Oktober 1957 in Dohna) ist eine deutsche Literaturwissenschaftlerin und Schriftstellerin.

## Leben
Aufgewachsen in Düsseldorf studierte Petra Urban nach dem Abitur am Goethe-Gymnasium in Düsseldorf an der Heinrich-Heine-Universität Germanistik und Philosophie. 1990 promovierte sie mit einer Arbeit über ein Libretto von Richard Wagner: Liebesdämmerung – Ein psychoanalytischer Versuch über Richard Wagners Tristan und Isolde.
Von 1986 bis 1990 arbeitete sie als freiberufliche Redakteurin bei der  Düsseldorfer Frauenzeitung KOM,MA und schrieb für das Feuilleton der Westdeutschen Zeitung (WZ) Literatur- und Theaterkritiken.
Seit 1992 lebt Petra Urban als freie Schriftstellerin in Bingen am Rhein. Zu ihren Veröffentlichungen zählen Romane, Erzählungen und Sachbücher. Sie leitet Seminare für “Kreatives Schreiben” an der Volkshochschule in Bingen, hält Vorträge zu literarischen und lebensphilosophischen Themen und ist Dozentin für Literatur an der VHS Bingen sowie an der  Akademie des Bistums Mainz.
Die alle zwei Jahre stattfindenden Rheinland-Pfälzischen Literaturtage machten Bingen 2009 zur Stadt der Literatur. Organisiert wurden sie von  Monika K. Böss, Volkmar Döring, Rüdiger Heins, Hans Tönjes Redenius sowie Petra Urban. Sie entwickelte daraus die Idee einer jährlichen LeseZeit in Bingen, die im Herbst 2011 erstmals begonnen hat.

## Werke
- Liebesdämmerung – Ein psychoanalytischer Versuch über Richard Wagners ‚Tristan und Isolde‘, Düsseldorf, Eschborn Verlag, Frankfurt, 1991, ISBN 3-88074-241-3.
- 23 Essays in: Literarische Porträts: 163 Autoren aus Nordrhein-Westfalen / Hrsg. Peter K. Kirchhof, Schwann im Patmos-Verlag, Düsseldorf, 1991, ISBN 3-491-34104-3.
- Die Maulwürfin, Fischer Verlag, Frankfurt, 1997, ISBN 3-596-13081-6.
- Also schwieg Franziska (Erzählung in: Die Phantasie ist eine Frau) Fischer Verlag, Frankfurt, 1998, ISBN 3-596-13945-7.
- Septemberlicht, Fischer Verlag, Frankfurt, 2003, ISBN 3-596-15531-2.
- Kassenkampf und Musenkuss, gemeinsam mit Stefan Schrahe, Leinpfad Verlag, Ingelheim, 2005,  ISBN 3-937782-39-7.
- Von Reben umgeben, Rhein-Mosel-Verlag, 2007, ISBN 978-3-89801-037-5.
- Die Flaneurin, Leinpfad Verlag, Ingelheim, 2009, ISBN 978-3-937782-80-5.
- Das Leben ist ein Abenteuer oder gar nichts, Vier-Türme-Verlag, Münsterschwarzach, 2011, ISBN 978-3-89680-495-2.
- Kleinstadtaufbruch, begegnung:nähe:genießen, Dokumentation zum 2. Literaturpreis, Stuttgarter Hefte 52/53, keb, 2012
- Mein Herz tanzt in den Himmel, Vier-Türme-Verlag 2012, ISBN 978-3-89680-805-9
- Sprudelndes Leben – Strömende Zeit, Vier-Türme-Verlag, 2014, ISBN 978-3-89680-878-3
- Welch unerhörte Lust zu leben – Von großen Wunden und noch größeren Flügeln, Vier-Türme-Verlag, 2017, ISBN 978-3-7365-0078-5
- Der Duft von Glück – Begegnung im Spiegel der Jahreszeiten, Vier-Türme-Verlag, 2020, ISBN 978-3-7365-0296-3

## Herausgabe
- Herzkater und andere Geschichten, Leinpfad Verlag, Ingelheim, 2005, ISBN 3-937782-31-1.
- An den Wassern, Rhein-Mosel-Verlag, Zell/Mosel, 2009, ISBN 978-3-89801-222-5.

## Auszeichnungen
- Kulturförderpreis der Stadt Bingen, 2002
- Friedrich-Rudolf-Engelhard-Preis, 2003
- Martha-Saalfeld-Förderpreis, 2007
- Verdienstmedaille des Landes Rheinland-Pfalz, 2020